# Adam Ważyk
Adam Ważyk, nascut Ajzyk Wagman, (Varsòvia, 17 de novembre de 1905 - Varsòvia, 13 d'agost de 1982) va ser un poeta i assagista jueu polonès. En la seva carrera, que es va associar amb l'avantguarda de Cracòvia, liderada per Tadeusz Peiper, qui publicava mensualment Zwrotnica. Ważyk va escriure diversos llibres de poesia en els anys d'entreguerres. El seu treball durant aquest període es va centrar en gran manera de les pèrdues de la Primera Guerra Mundial.
Com a membre del Partit Comunista de Polònia, Ważyk pertanyia a un grup d'escriptors d'esquerra actius a Varsòvia el 1930. Quan va començar la Segona Guerra Mundial. va fugir a la Unió Soviètica, on va publicar articles per Czerwony Sztandar ("Bandera Roja"). Més tard, es va unir a l'Exèrcit Berling com a funcionari polític. Després de la guerra va esdevenir una persona molt influent. Inicialment partidari del comunisme es va tornar molt crític més endavant. El seu Poema per a Adults marca el final de l'era del realisme social en la literatura polonesa.